# Königsbau

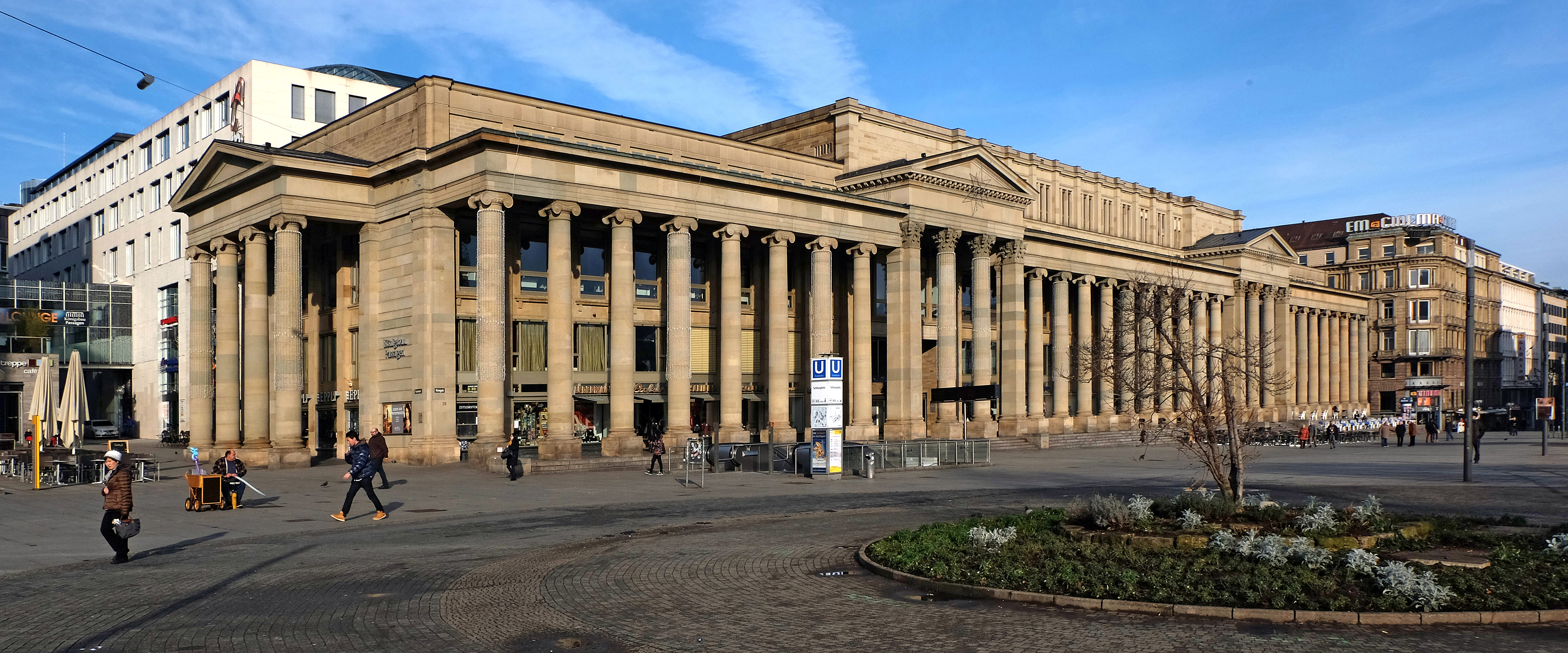
Königsbau aus der Nähe

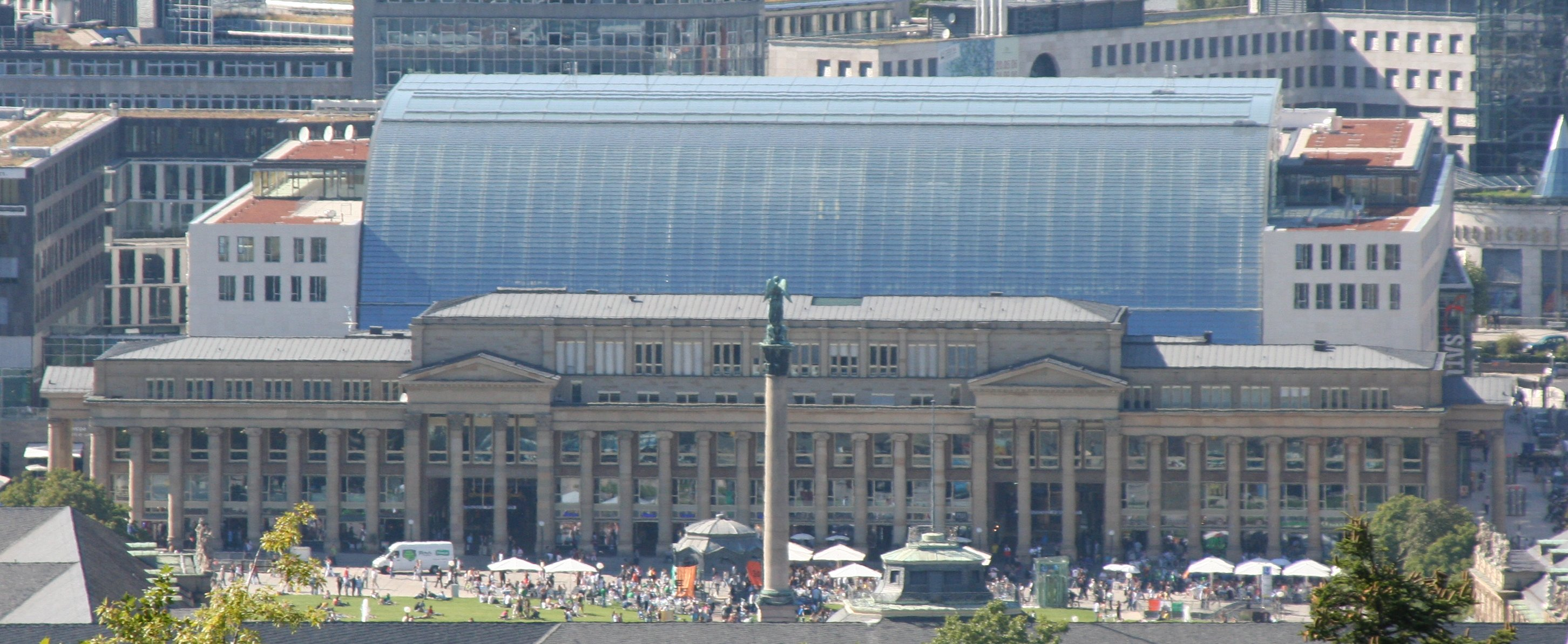
Königsbau aus der Ferne

Der Königsbau ist eines der prägenden Gebäude des Stuttgarter Schloßplatzes. Er bildet den nordwestlichen Abschluss des Platzes und beherbergt vor allem Geschäfte und Cafés. Seit April 2006 schließen sich auf der Rückseite des Königsbaus die Königsbau-Passagen, ein 45.000 Quadratmeter umfassendes Einzelhandels- und Geschäftsgebäude, an.

## Geschichte

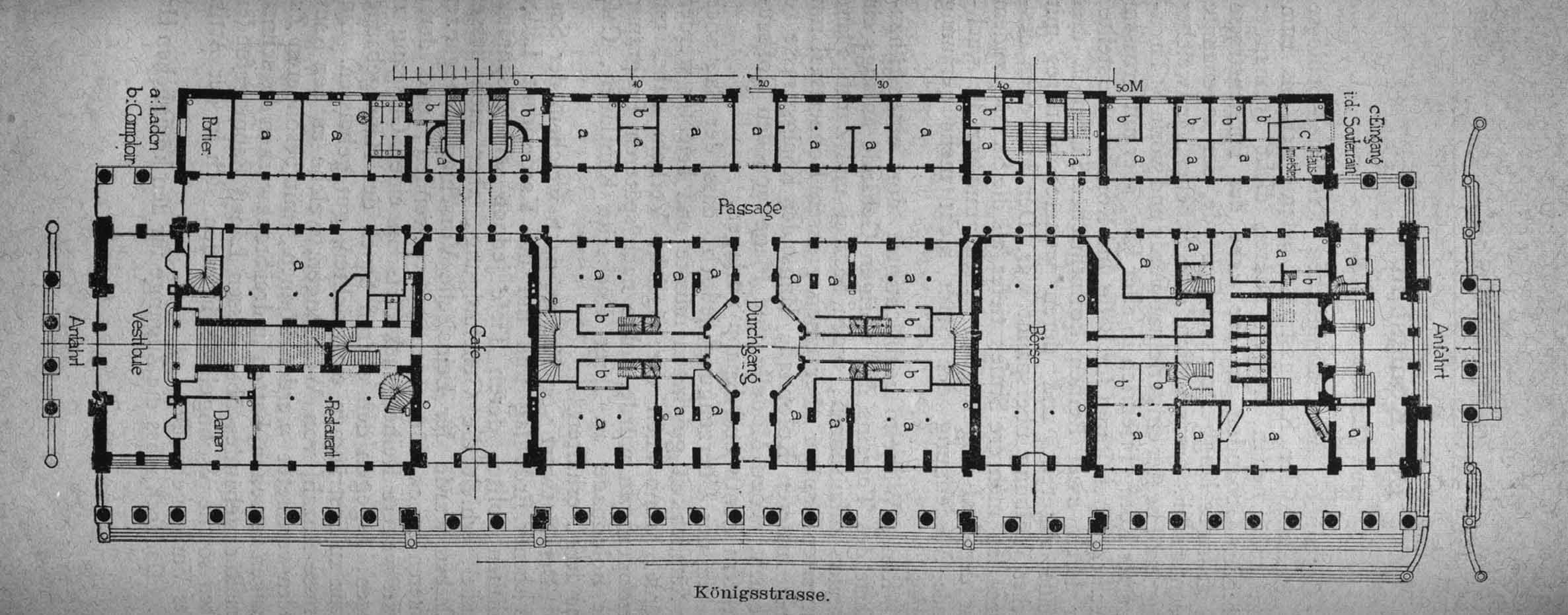
Grundriss des Erdgeschosses, 1884. – Grundriss des Obergeschosses siehe hier.

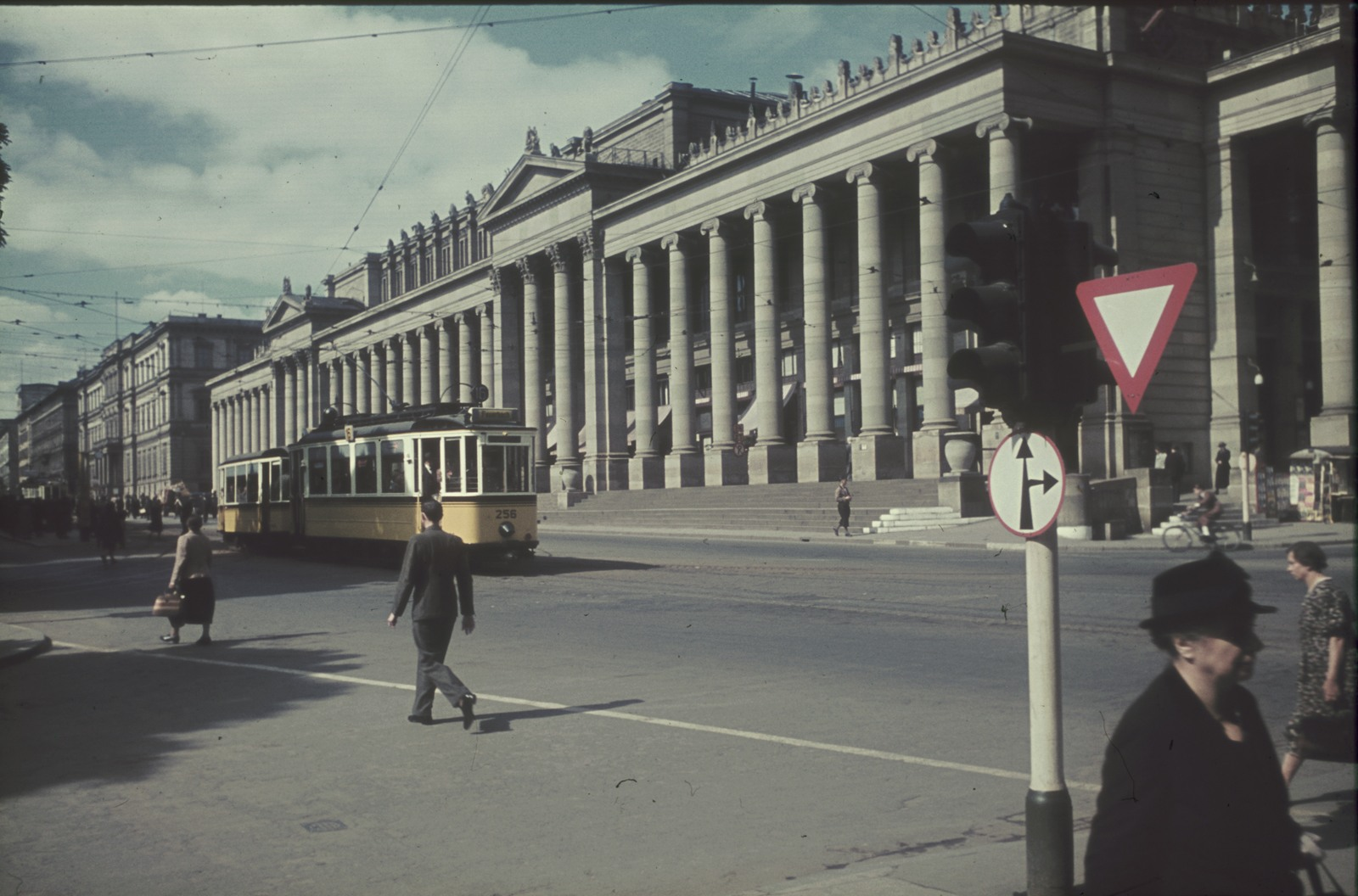
Der Königsbau zwischen 1937 und 1942

Der Königsbau wurde zwischen 1856 und 1860 im Auftrag des württembergischen Königs Wilhelm I. im spätklassizistischen Stil als Geschäfts-, Konzert- und Ballhaus errichtet. Der königliche Hofbaumeister Christian Friedrich von Leins bekam zusammen mit Architekt Johann Michael Knapp den Bauauftrag. Nachdem Knapp sich 1857, teilweise aus gesundheitlichen Gründen, von der Arbeit zurückgezogen hatte, führte Leins den Bau zu Ende. Die offizielle Einweihung erfolgte im September 1860. Bereits zwei Jahre zuvor hatte Wilhelm I. die Genehmigung erteilt, dem Projekt die Bezeichnung Königsbau zu verleihen. Das monumentale Gebäude sollte einen Gegenpol zum Neuen Schloss bilden und wird geprägt durch eine aus 34 Säulen bestehende Kolonnade, die 135 Meter lang ist. Im Inneren befanden sich bereits zu dieser Zeit Restaurants und große Räume, die für unterschiedliche Feste und Veranstaltungen genutzt wurden.
Im Zweiten Weltkrieg wurde der Königsbau stark beschädigt, 1958/59 wurde er für umgerechnet 4 Millionen Euro wieder aufgebaut. Von 1991 bis 2002 beherbergte der Königsbau die Stuttgarter Börse, die jedoch inzwischen in die Börsenstraße umzog.

## Königsbau-Passagen
Auf einer Grundfläche von 8.600 Quadratmeter befindet sich hinter dem Königsbau das vom Berliner Architekturbüro Hascher Jehle geplante Einkaufs- und Geschäftszentrum Königsbau-Passagen. Auffälligster Bestandteil des Gebäudes ist ein Glasgewölbedach, das sich direkt an den Königsbau anschließt.
Der Grundstein für das Objekt wurde im September 2004 gelegt, das Richtfest fand im Oktober 2005 statt, die Eröffnung am 20. April 2006.

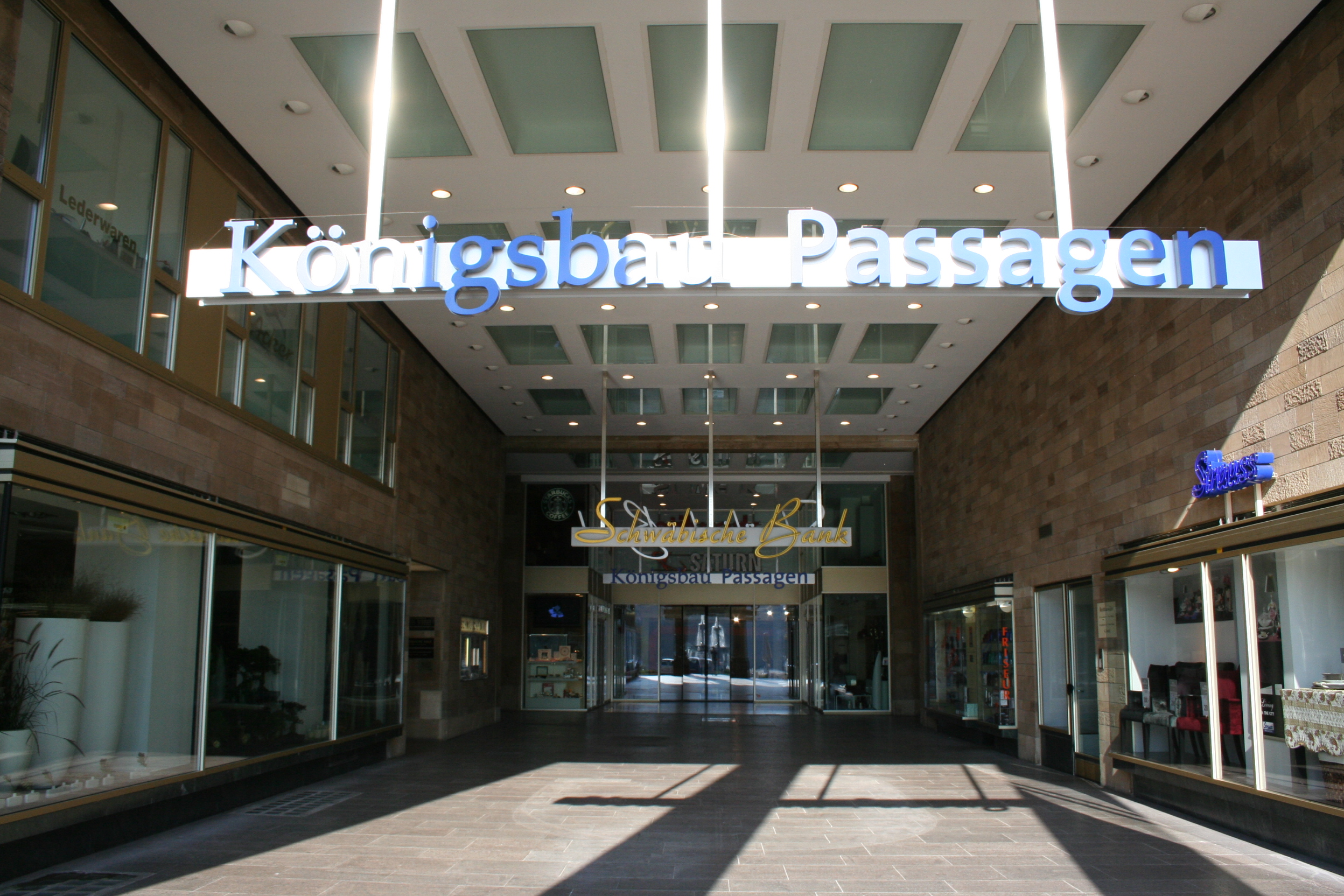
Durchgang durch den alten Bau zu den Passagen

Die Passagen bieten auf fünf Ebenen 27.000 Quadratmeter an Fläche für Einzelhandel und Gastronomie. Allein zwei der fünf Etagen umfasst das „Stilwerk“, eine Art Marktplatz verschiedener Möbel-, Einrichtungs- und Design-Geschäfte. Auf weiteren fünf Etagen sind rund 18.000 Quadratmeter Bürofläche angesiedelt. Unter dem Gebäude befindet sich eine zweigeschossige Tiefgarage mit 420 Stellplätzen.
Das Projekt wies ein Investitionsvolumen von ca. 180 Millionen Euro auf.

### Food Lounge
Nach rund einem halben Jahr Umbau wurde im August 2013 im zweiten Stock der Königsbau-Passagen die so genannte Food Lounge eröffnet. Die Kosten für den Umbau betrugen etwa zehn Millionen Euro. Seither bieten 13 Gastronomen auf rund 1200 Quadratmetern verschiedene Speisen an.